# Lijst van rijksmonumenten in Garderen
De plaats Garderen telt 14 inschrijvingen in het rijksmonumentenregister. Hieronder een overzicht.
| Object | Oorspronkelijke functie?  | Bouwjaar                    | Architect | Locatie                   | Coördinaten?                  | Nr.?   | Afbeelding                                                                                  |
| --- | ------------------------- | --------------------------- | --------- | ------------------------- | ----------------------------- | ------ | ------------------------------------------------------------------------------------------- |
| Terrein waarin vijf grafheuvels | Archeologisch monument    | Neolithicum en/of Bronstijd |           |                           | 52° 13' 19" NB, 5° 41' 8" OL  | 45108  | Terrein waarin vijf grafheuvels                                                             |
| Terrein waarin vier grafheuvels | Archeologisch monument    | Neolithicum en/of Bronstijd |           |                           | 52° 13' 38" NB, 5° 41' 53" OL | 45109  | Terrein waarin vier grafheuvels                                                             |
| Terrein waarin zes grafheuvels | Archeologisch monument    | Neolithicum en/of Bronstijd |           |                           | 52° 13' 19" NB, 5° 42' 50" OL | 45110  | Terrein waarin zes grafheuvels                                                              |
| Terrein waarin een grafheuvel | Archeologisch monument    | Neolithicum en/of Bronstijd |           |                           | 52° 12' 57" NB, 5° 39' 54" OL | 45115  | Terrein waarin een grafheuvel                                                               |
| Terrein waarin twee grafheuvels | Archeologisch monument    | Neolithicum en/of Bronstijd |           |                           | 52° 12' 25" NB, 5° 43' 50" OL | 45116  | Upload foto                                                                                 |
| Groot-Boeschoten | Boerderij                 | 1836 (jaartal)              |           | Hoge Boeschoterweg 76     | 52° 13' 2" NB, 5° 40' 6" OL   | 8616   | Meer afbeeldingen                                                                           |
| Klein Boeschoten | Boerderij                 | 1836                        |           | Hoge Boeschoterweg 78     | 52° 13' 5" NB, 5° 40' 6" OL   | 8617   | Meer afbeeldingen                                                                           |
| Boerderij onder rieten wolfdakvoorgevel                                                                                                 | Boerderij                 | 1835 (jaartalankers)        |           | Koningsweg 54             | 52° 14' 14" NB, 5° 43' 32" OL | 8619   | Meer afbeeldingen                                                                           |
| Toren Nederlands Hervormde Kerk | Kerk en kerkonderdeel     | eerste kwart 14e eeuw       |           | Mazenhofstraat 4          | 52° 13' 56" NB, 5° 42' 51" OL | 8620   | Meer afbeeldingen                                                                           |
| De Hoop | Industrie- en poldermolen | 1852                        |           | Oud Milligenseweg 5       | 52° 13' 52" NB, 5° 43' 1" OL  | 8621   | Meer afbeeldingen                                                                           |
| Een schaapskooi van gepotdekselde houten delen met rieten dak, mooi gelegen in het geboomte                                             | Boerderij                 |                             |           | Hoge Boeschoterweg bij 78 | 52° 12' 57" NB, 5° 40' 7" OL  | 8623   | Een schaapskooi van gepotdekselde houten delen met rieten dak, mooi gelegen in het geboomte |
| Een grafheuvel (+ zone van 10 m) uit het Neolithicum en/of Bronstijd, en niet zichtbare structuren samenhangend met grafritueel         | Archeologisch monument    | Neolithicum en/of Bronstijd |           |                           | 52° 13' 31" NB, 5° 41' 19" OL | 527048 | Upload foto                                                                                 |
| Een grafheuvel (+ zone van 10 m) uit het Neolithicum en/of Bronstijd, en niet zichtbare structuren samenhangend met grafritueel         | Archeologisch monument    | Neolithicum en/of Bronstijd |           |                           | 52° 13' 23" NB, 5° 41' 18" OL | 527049 | Upload foto                                                                                 |
| Terrein waarin ten minste 6 grafheuvels uit het Neolithicum en/of Bronstijd , en niet zichtbare structuren samenhangend met grafritueel | Archeologisch monument    | Neolithicum en/of Bronstijd |           |                           | 52° 13' 10" NB, 5° 40' 50" OL | 527050 | Upload foto                                                                                 |